# Beatrice Cave-Browne-Cave

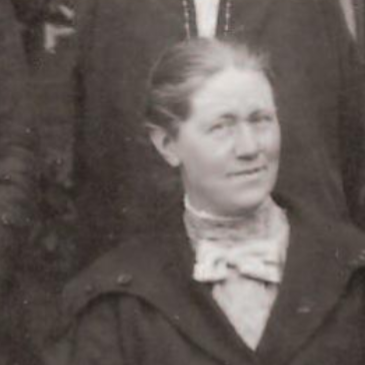
Frances Cave Brown Cave, 1919 am Girton College

Beatrice Mabel Cave-Browne-Cave, MBE (* 30. Mai 1874 in London, Vereinigtes Königreich; † 9. Juli 1947 ebenda) war eine englische Mathematikerin und Ingenieurin. Sie war eine der ersten alleinigen Autorinnen eines technischen Advisory Committee for Aeronautics (ACA)-Berichtes.

## Leben und Werk
Cave-Browne-Cave war eines von sechs Kindern von Sir Thomas Cave-Browne-Cave und Blanche Matilda Mary Ann (geb. Milton). Der Familienname Cave-Browne-Cave hatte sich historisch entwickelt, aber sie und ihre jüngere Schwester Frances waren beruflich unter dem einzigen Nachnamen Cave bekannt.  Sie trat 1895 mit ihrer Schwester Frances in das Girton College der University of Cambridge ein. 1898 schloss sie ein Studium der mathematischen Tripos ab und erhielt Auszeichnungen zweiter Klasse. Im folgenden Jahr bestand sie Teil II der mathematischen Tripos mit Auszeichnung der dritten Klasse. Anschließend unterrichtete sie elf Jahre lang Mädchen an einer High School in Clapham im Südwesten Londons in Mathematik und erledigte zu Hause Computerarbeiten.
In den Jahren kurz vor dem Ersten Weltkrieg arbeitete sie von 1914 bis 1916 bei dem Mathematiker Karl Pearson im Galton Laboratory am University College London.  1903 gehörte sie zu sechs Forschern, darunter auch ihre Schwester Frances, die an einer großen Studie zur Kindesentwicklung unter der Leitung von Pearson mitarbeiteten. Sie und ihre Schwester arbeiteten unbezahlt, bis die Worshipful Company of Drapers ihnen einen Zuschuss gewährte. Pearson erfasste physische und psychische Daten von 4000 Kindern und ihren Eltern, zu denen auch einige ihrer Schüler gehörten. Sie half bei der Erfassung und Verarbeitung von Daten sowie damit verbundenen Berechnungen und führte auch statistische Analysen für das Finanzministerium und das Board of Trade durch.
1913 begann sie hauptberuflich als Computer im Galton Laboratory zu arbeiten. In dieser Zeit war sie Co-Autorin von zwei in dem wissenschaftlichen Journal Biometrika veröffentlichten Artikeln, darunter Numerical Illustrations of the Variate Difference Method. 1917 erstellte sie ebenfalls Korrelationstabellen basierend auf einer Reihe von Mäusezuchtexperimenten von Walter Frank Raphael Weldon, einem Kollegen von Pearson am University College.
1916 begann sie für die Regierung am Flugzeugdesign zu arbeiten. Sie führte Forschungen zur Mathematik der Luftfahrt durch, die fünfzig Jahre lang eingestuft wurden nach der Gesetzgebung des Official Secrets Act, die den Schutz von Staatsgeheimnissen und offiziellen Informationen vorsieht. Sie untersuchte die Auswirkungen von Lasten auf verschiedene Bereiche von Flugzeugen während des Fluges und ihre Forschung trug zur Verbesserung der Flugzeugstabilität und der Propellereffizienz bei. Später arbeitete sie als Assistentin von Sir Leonard Bairstow, dem Zaharoff-Professor für Luftfahrt am Imperial College London, und untersuchte Bewegung von Flüssigkeiten.  1922 wurden ihre Studien zu Flugzeugschwingungen in einem technischen Bericht des Advisory Committee for Aeronautics veröffentlicht. 1937 ging sie in den Ruhestand.

## Auszeichnungen
1919 wurde sie zum Associate Fellow der Royal Aeronautical Society gewählt und 1920 als Member of the Order of the British Empire ausgezeichnet.